# Plagideicta tayi
Plagideicta tayi är en fjärilsart som beskrevs av Holloway 1976. Plagideicta tayi ingår i släktet Plagideicta och familjen nattflyn. Inga underarter finns listade i Catalogue of Life.